# 民主市民連合

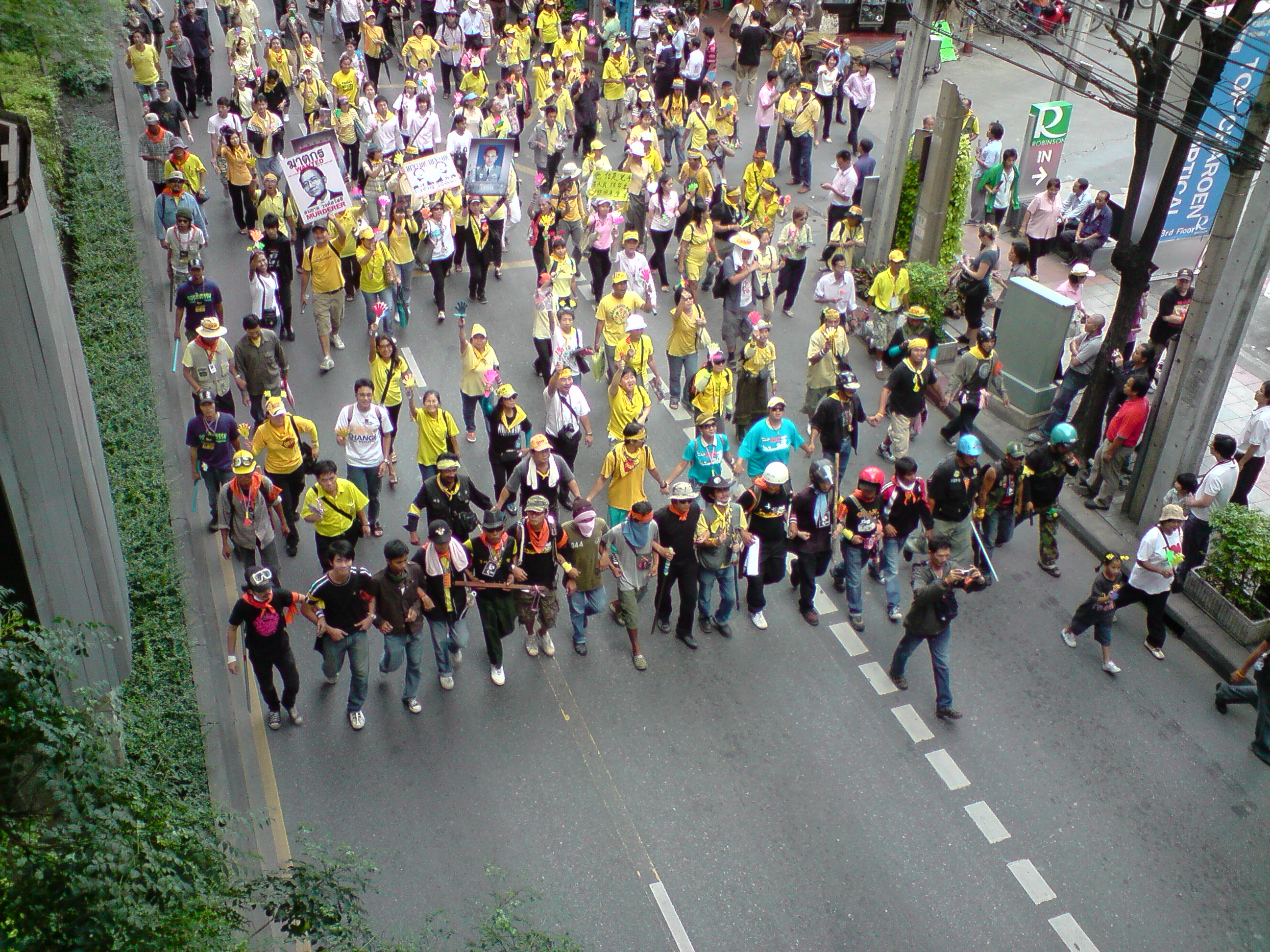
バンコク都内をデモ行進する構成員

民主市民連合（みんしゅしみんれんごう、英語: People's Alliance for Democracy, "PAD"、タイ語: พันธมิตรประชาชนเพื่อประชาธิปไตย）は、タイ王国の反タクシン派市民団体。
市民民主化同盟や民主主義市民連合、人民民主連盟とも訳され、通称として黄シャツ隊、黄服軍団と呼ばれることもあった。

## 概要

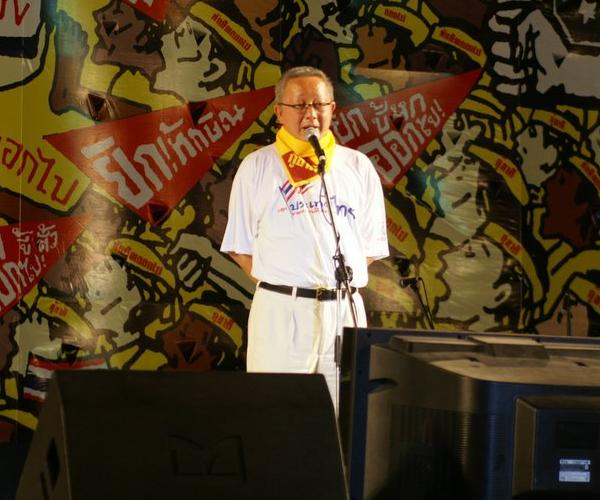
ソンティ・リムトーングン

この団体は2006年2月、タクシン・シナワットの不正蓄財疑惑を発端に首相退陣を求めて中国系タイ人のソンティ・リムトーングンを中心に結成された。ソンティ・リムトーングンは、タクシン政権で旧タイ国共産党の関係者が少なくなかったことを根拠にタクシンがタイの君主制を秘密裏に転覆させようと企んでるとするフィンランド・プロットと呼ばれる陰謀論を主張していた。
バンコクやタイ南部を地盤とし、主に都市住民の中流および上流階層、官僚、軍、司法などから支持されていた。
タイでは曜日ごとに色があり、月曜日は黄色となっていて、プミポン国王の誕生日の曜日が月曜日であることから、「王室を擁護する」ことを主張している民主市民連合は黄色をシンボルカラーにし、黄色の衣類を身につけてデモ活動に参加する構成員が多かった。
在タイ日本国大使館は、団体の構成員と誤解されてトラブルに巻き込まれるのを防ぐため、黄色い衣服を身に着けないよう注意喚起を行っている。

## 幹部
| 名前（日本語訳）             | 名前（タイ語）   | 備考                                       |
| ---------------------------- | ---------------- | ------------------------------------------ |
| ソンティ・リムトーングン     | สนธิ ลิ้มทองกุล      | メディア実業家                             |
| チャムロン・シームアン       | จำลอง ศรีเมือง     | 政治家、（元）軍人                         |
| ピポップ・トンチャイ         | พิภพ ธงไชย        | 活動家                                     |
| ソムサック・コーサイスック   | สมศักดิ์ โกศัยสุข     | 新政治党党首、（元）国営企業労働組合委員長 |
| ソムギヤット・ポンパイブーン | สมเกียรติ พงษ์ไพบูลย์ | 政治家、大学講師                           |

（2014年時点の中央執行委員会の構成）

## デモ活動
2006年9月のクーデターによりタクシンが失脚し、事実上イギリスに亡命したことで、当初の目的を達成し解散した。
しかし2007年の総選挙において、タクシン政権の与党であったタイ愛国党の後継政党である国民の力党が勝利したことに反発し、再結成され、2008年5月にデモ活動を始めた。

### 2008年8月からのデモ活動

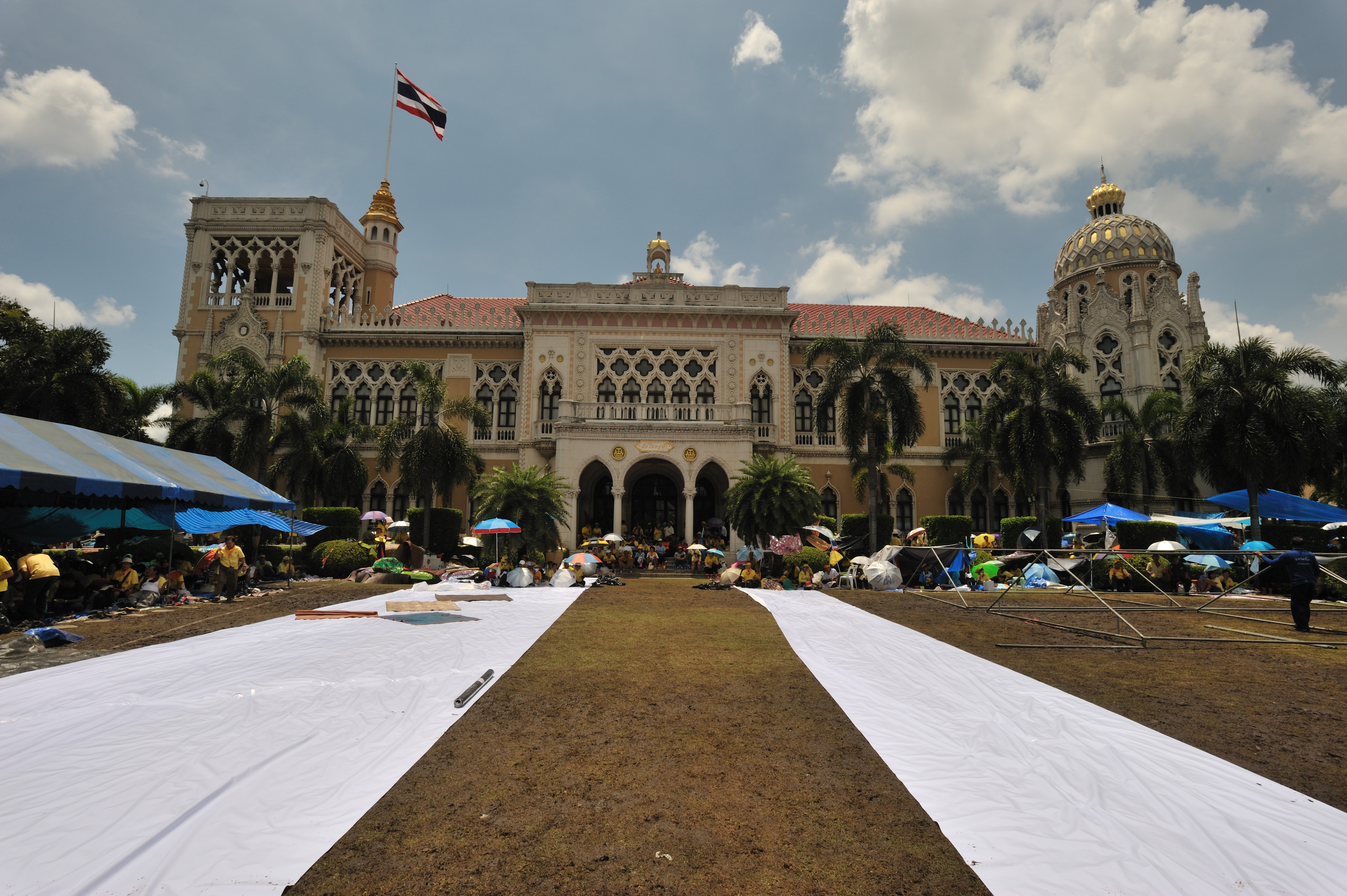
首相府の占拠状況

2008年8月26日、サマック・スントラウェート首相及び内閣の退陣等を求め、バンコクにおいて大規模なデモを行い、国営テレビ局や首相府等の政府庁舎を包囲、約4か月にわたり占拠した。また、プーケット、クラビーの空港を占拠し、ハートヤイへの交通手段を遮断した。民主市民連合に協調する国営企業労働組合は電車の運行を止め、さらには、「民主市民連合に反対する者への電気と水の供給と止める」と発表した。この闘争では、複数の民主市民連合参加者に加え、民主市民連合に反対する市民1人が負傷した。また、高所得層の支持者のなかには、取り付け騒ぎを起こしタイの財界を動揺させる者も現れた。
 
また、同年9月には民主市民連合の首相府占拠に抗議する、反独裁民主戦線と衝突し、反独裁民主戦線の男性1人が死亡、約40人が負傷した。
民主市民連合は、当時のサマック首相からソムチャーイ・ウォンサワットへの政権交代を要望し、国会を包囲し、有刺鉄線で国会の会合を妨害した。警察は再三、妨害行為の即時停止を求めたが膠着状態に陥り、事態収拾が困難と判断して強制排除に乗り出した。これにより、複数が負傷、1名が死亡した。また、時期を同じくして民主市民連合の幹部一人が、国民党へと向かう途上、車中で射殺された。その後、民主市民連合は、非暴力的な手段ではない、「血の復讐」を宣言した。
同年11月25日、民主市民連合が重要法案と位置づける法案の採決直前、彼らは再び国会封鎖を敢行し、「ヒロシマ作戦」と称し、公営路線バスや、首相府占拠後に政府の臨時庁舎となっていたドンムアン空港を包囲、占拠した。
この際、政府支持者への狙撃や手榴弾の投擲などを含む一連のテロが始まった。ドンムアン空港旅客ターミナルに加え、タイの国際線ハブ空港であるスワンナプーム国際空港の管制塔を占領し、航空管制を含む、全ての空港機能を停止させた。騒乱後、スワンナプーム国際空港の倉庫内から、内部抗争によるものとみられる民主市民連合メンバーの死体が発見された。
また、チェンマイでは、市民（60歳男性）を車から引きずり出し、銃殺した。さらには、東部の港湾を包囲、攻撃すると政府を脅迫した。
同年12月2日、先の総選挙において党ぐるみの選挙違反があったとして連立与党の人民の力党・国民党・中道主義党に対して解党を命ずる判決が憲法裁判所で出され、連立政権が崩壊する。その翌日、首相のソムチャーイ・ウォンサワットが退陣する。これを受け、デモ活動を終了した。

### 2011年からのデモ活動
2008年の首相府占拠・2国際空港占拠などで民主党政権樹立に大きく貢献した民主市民連合であったが、その見返りは少なく、政権との関係は徐々に悪化していった。
2011年、民主党のアピシット・ウェーチャチーワ首相の政策に反発してデモ活動を再開し、6月には下院総選挙での投票ボイコットを求めるデモ活動を行っている。
同年7月3日に実施された下院総選挙で民主党が大敗し、アピシットが退陣したため、活動は沈静化していた。
インラック政権発足後、日本国政府がタクシン元首相に査証（ビザ）を発給したことに対し、反タクシン派の反発が強まった。8月18日、民主市民連合のデモ隊が、バンコクの在タイ日本国大使館を包囲し抗議活動を行い、査証発給に抗議する書簡を大使館職員に手渡した。

### 2012年からのデモ活動
2012年5月、タイ貢献党がタクシンらの有罪判決免罪を含む国家和解4法案を提出する意向を明らかにしたため、デモ活動を実施した。
その後、タイ貢献党が法案提出を取り下げたため、デモ活動は沈静化した。
現在もデモ活動は行われているため、日本の外務省は注意喚起を行っている。

## 新党結成
2009年6月2日、民主市民連合は新政治党と呼ばれる政党を設立した。

## 訴訟
2009年11月24日、タイ国際航空は民主市民連合によるドンムアン空港及びスワンナプーム国際空港の占拠による損害に関し、ソンティ・リムトーングン、チャムローン・シームアンら幹部36人に、総額5億7500万バーツの損害賠償を求める訴えを起こした。
2011年3月25日、5億2200万バーツの賠償を命じる判決が出された。